# Forest City (Misuri)
Forest City es una ciudad ubicada en el condado de Holt en el estado estadounidense de Misuri. En el Censo de 2010 tenía una población de 268 habitantes y una densidad poblacional de 105,05 personas por km².

## Geografía
Forest City se encuentra ubicada en las coordenadas 39°58′58″N 95°11′18″O / 39.98278, -95.18833. Según la Oficina del Censo de los Estados Unidos, Forest City tiene una superficie total de 2.55 km², de la cual 2.55 km² corresponden a tierra firme y (0%) 0 km² es agua.

## Demografía
Según el censo de 2010, había 268 personas residiendo en Forest City. La densidad de población era de 105,05 hab./km². De los 268 habitantes, Forest City estaba compuesto por el 95.52% blancos, el 0% eran afroamericanos, el 1.12% eran amerindios, el 0% eran asiáticos, el 0% eran isleños del Pacífico, el 2.24% eran de otras razas y el 1.12% pertenecían a dos o más razas. Del total de la población el 2.24% eran hispanos o latinos de cualquier raza.